# Perth Glory Football Club
Perth Glory Football Club é um clube de futebol da cidade de Perth, na Austrália, fundado em 1996.

## História
O Perth Glory Football Club é um clube de futebol profissional australiano com sede em Perth, Austrália Ocidental. Concorre na principal competição do país, a A-League, sob licença da Federação Australiana de Futebol. Fundado em 1995, o Perth Glory é um dos três clubes da A-League a sobreviver da extinta National Soccer League (NSL). Glory entrou na competição da A-League para a temporada inaugural de 2005–06, oito anos depois da formação do clube em 1995.

## Uniformes
- Uniforme titular: Camisa branca com listras em lilás e detalhes em laranja, calção lilás com detalhes em laranja e meias lilá com detalhes em laranja e branco;
- Uniforme reserva: Camisa branca com uma faixa vertical lilás e laranja, calção branco e meias brancas com detalhes em laranja e branco.

| Uniforme titular | Uniforme reserva |